# Zrínyi Miklós (költő)
Gróf Zrínyi Miklós (horvátul: Nikola Zrinski) (Csáktornya, 1620. május 3. – Zrínyifalva, 1664. november 18.) horvát bán, Zala és Somogy vármegyék örökös főispánja, főlovászmester, királyi tanácsos, légrádi főkapitány, nagybirtokos főnemes, költő, hadvezér és politikus, hadtudós.
Az Oszmán Birodalom elleni harcot összefogással, nemzeti párt szervezésével kívánta elérni. 1663–64-ben nagy hadi sikereket aratott, azonban a bécsi udvar veszni hagyta sikereit, és békét kötött a szultánnal. Zrínyi bizalma ekkor megrendült a Habsburgokban, azonban politikai fellépését 1664-ben, egy Csáktornya melletti vadászaton bekövetkezett váratlan halála megakadályozta. Főbb művei: Mátyás király életéről való elmélkedések, Szigeti veszedelem, Az török áfium ellen való orvosság.
Jelmondata: Sors bona, nihil aliud (Jó szerencse, semmi más.)

## Élete

### Családja
Horvát eredetű főnemesi családban született, dédapja Zrínyi Miklós, a szigetvári hős volt. Apai nagyszülei Zrínyi IV. György, tárnokmester és Stubenberg Zsófia. Apja, Zrínyi György Habsburg-párti főnemes, horvát bán, anyja Széchy Magdolna (?–1621) volt. Alig múlt egy éves, amikor édesanyja, második fia, Péter születése után gyermekágyi lázban meghalt. Miklós és Péter 1626. december 18-án édesapjukat is elvesztették. Ezután II. Ferdinánd gondoskodott róluk, öt gyámot (Sennyey István váci püspök, Domitrovics Péter zágrábi püspök, Patacsics Péter, Mikulics Tamás, Batthyányi Ferenc) jelölve ki melléjük. A gyerekek apjuk unokatestvére, Batthyány Ferenc németújvári udvarába kerültek, ahol a gróf osztrák-cseh származású felesége, Lobkowitz-Poppel Éva nevelte fel őket. A fiúk leveleikben „anyjuknak” szólították Poppel Évát, s a valóságban is annak tekinthették. Mivel az árvavagyont a gyámok kezdték széthordani, egy év után a király megszüntette az ötös gyámságot, és a neveléssel Pázmány Pétert bízta meg. A grazi jezsuita kollégiumban, majd Bécsben és Nagyszombatban tanult. Nagy hatással volt rá 1635–37-ben tett itáliai tanulmányútja, melyet Senkviczy Mátyás esztergomi kanonokkal tett.
Zrínyi Miklósnak négy gyermeke volt, mindegyik a második házasságából: Mária Terézia Borbála (1655–1658), Mária Katarina (*1656), Izsák (1658–1659) és Ádám, aki 1662. december 24-én született Bécsben, majd császári őrizet alatt Prágában nevelkedett és a szalánkeméni csatában halt meg 1691. augusztus 19-én, az oszmánok ellen harcolva mindössze huszonkilenc évesen.

### A király szolgálatában

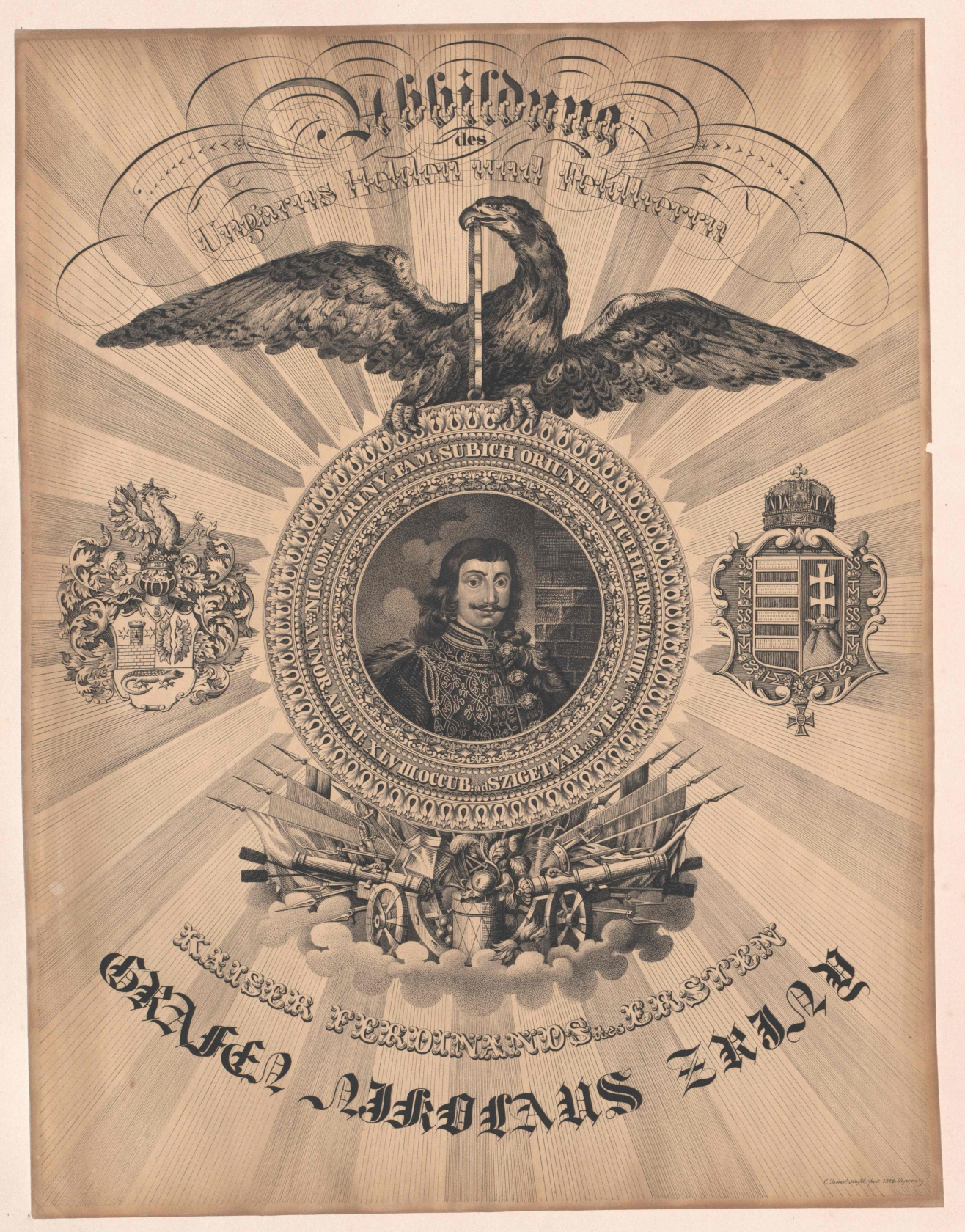
Magyar hős és hadúr, osztrák emléklap Zrinyi Miklósról

Hazatérése után, a családi hagyományoknak megfelelően, birtoka védelmében állandó harcokat folytatott a törökök ellen, kiverte őket a Muraközből és védte Magyarországot, Erdélyt, Karintiát, Stájerországot. A családi birtokot megosztotta öccsével, Zrínyi Péterrel: ő maga a Muraközben maradt, öccse a tengermelléki földeket kapta. A nyelvi környezet különbözősége meghatározó lett: Miklós magyar, Péter pedig horvát nyelvű költővé vált. Miklós csáktornyai udvara politikai és társadalmi központ lett, kapcsolatot tartott Erdéllyel, Velencével, ahonnan európai szintű könyvtárát (Bibliotheca Zriniana) is beszerezte; főleg a történelmi tárgyú könyveket kedvelte.
Családi hagyományként hozta magával a magyar, a horvát és az olasz nyelv ismeretét. Iskolai tanulmányai során kitűnően megtanult latinul. Ezen felül németül és törökül is értett.
Az 1642–45 közötti időszakban bekapcsolódott a harmincéves háborúba: Saját költségén felállított sereggel, III. Ferdinánd király hadában, a Lennart Torstenson vezette svédek ellen Sziléziában és Morvaországban; I. Rákóczi György ellen a Felvidéken harcolt. Az erdélyi fejedelem elleni hadjáratban, 1644. szeptemberben, a felkelőket szétverték, közülük háromezren estek el a csatában. Itt Zrínyi, a küzdelem hevében, a zászlót őrzők közül kettőt leterített, a harmadiknak kezéből pedig kiragadta a zászlót; e hősi tette még jobban növelte hírnevét.
A harcból hazatérve 1645. június 14-én, Klenovnikon eljegyezte régi szerelmét (és múzsáját) Draskovich Gáspár gróf, Mária Euzébia nevű leányát. Esküvőjükre 1646. február 11-én került sor Draskovich prauneki várában. Hozományul Trakostyán és Klenovnik községeket kapta, melyek átengedéséért 30 000 forintot fizetett apósának.

### A függetlenség felé

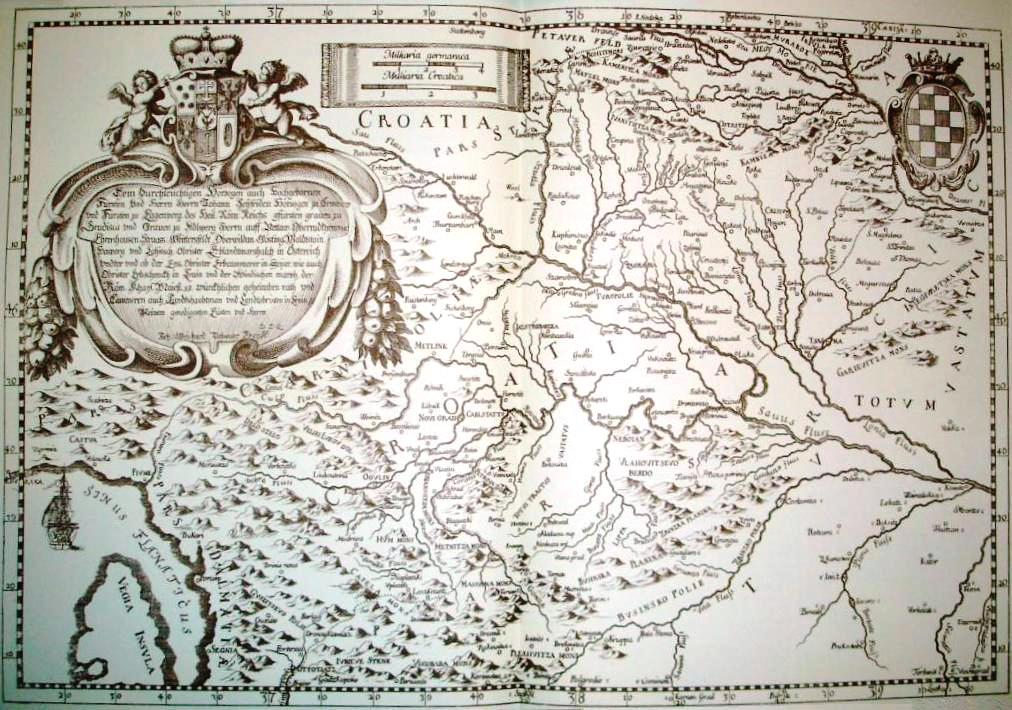
Horvátország Zrínyi korabeli térképe

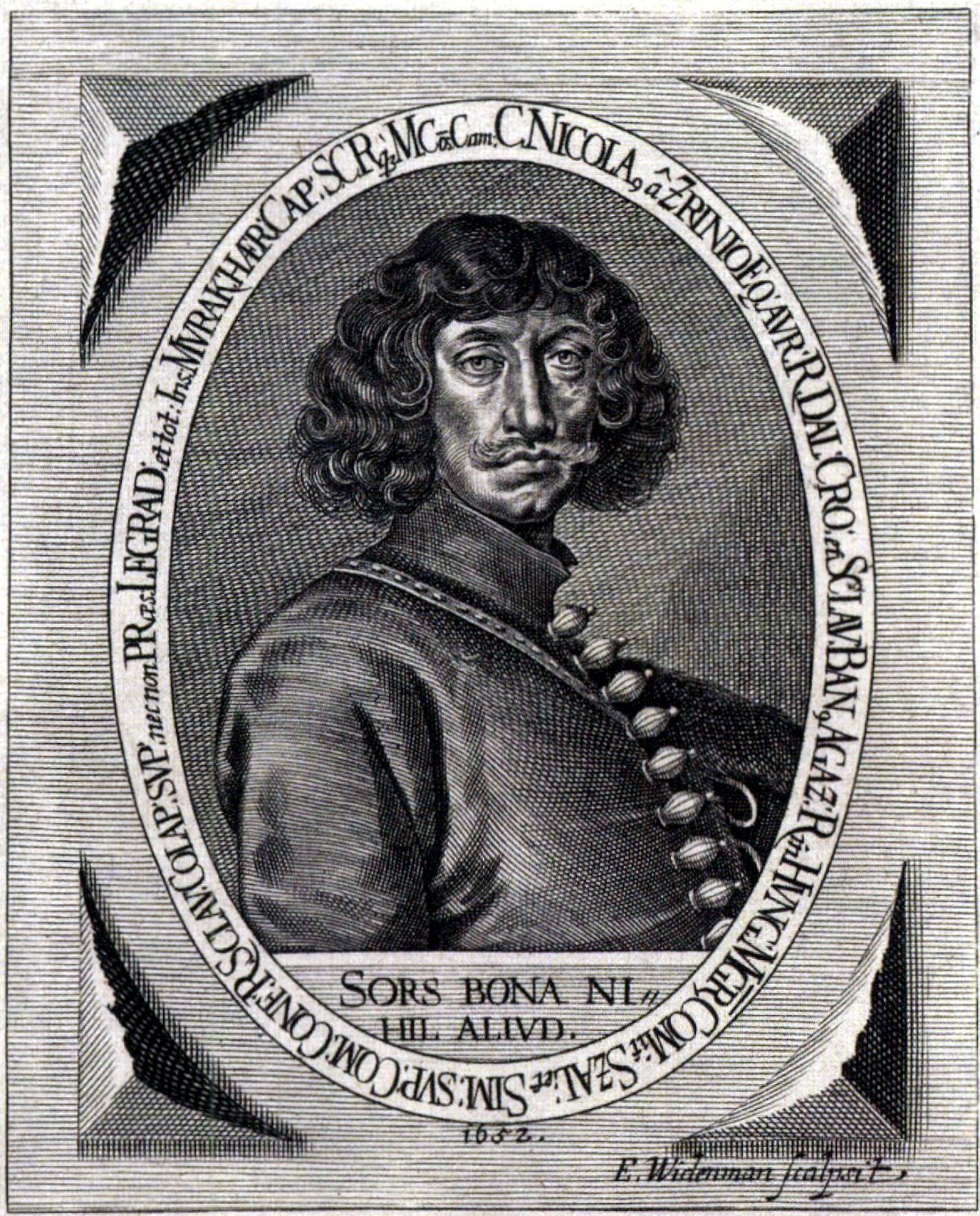
Elias Wiedemann: Zrínyi Miklós arcképe 1652-ből

Vitézsége elismeréséül a király 1646-ban a Horvátország kapitányává (mai értelemben tábornokká) nevezte ki Zrínyit, aki egyben Zala vármegye főispánja is volt. 1646. szeptember 20-án királyi tanácsosi címet szerzett adományban III. Ferdinánd magyar királytól. 1647-ben jelen volt IV. Ferdinánd koronázásánál: ő vitte a királyi pallost. Még ebben az évben, a törökök elleni, légrádi győzelmet értékelve, az uralkodó jutalomként Horvátország bánjává és főkapitányává nevezte ki, mely tisztséget ugyancsak haláláig töltötte be. Mint bán számos országgyűlést hirdetett, s azokon lelkesen védelmezte országa jogait. Az 1655. évi zágrábi országgyűlésen például a magyar országgyűlésre küldött követeknek utasításul adta, hogy I. Lipót koronázási okmányában és minden egyéb okiratban Horvátország, Szlavónia, Dalmácia ne mint „kapcsolt részek” (Partes adnexae), hanem „királyság” (Regnum) néven szerepeljenek.
Feleségének 1651-ben bekövetkezett halála után heves vitába keveredett apósával, aki visszakövetelte a két községet, ugyanakkor az értük kapott összeget már nem óhajtotta visszafizetni. 1652. április 30-án Bécsben újra nősült, második felesége Löbl Mária Zsófia lett.

### Hadi sikerei
1651–52 szüntelen hadakozással telt el. A törökök által 1651. augusztusban elfoglalt Kiskomár (Kiskomárom) várát Zrínyi ebben a hónapban már visszafoglalta. Még ebben az évben, Kosztajnicánál (Hrvatska Kostajnica, Horvátország) is emlékezetes diadalt aratott felettük. Mivel látta, hogy a Habsburgok nem támogatják a török elleni támadó háborút, sőt, a végekre telepített külföldi zsoldosok önmagukon kívül nem ismertek el más hatalmat, nem engedelmeskedtek Zrínyinek, ugyanakkor a törökökhöz hasonlóan szabadon pusztítottak az országban, nemzeti pártot igyekezett szervezni, melyet a bécsi udvar nem nézett jó szemmel. Foglalkoztatta a magyar, Habsburgoktól független, nemzeti királyság gondolata is. Noha esélyes volt, az uralkodó – protestáns kapcsolatai miatt – 1655-ben nem jelölte, s ezzel megakadályozta nádorrá választását Wesselényi Ferenccel szemben.

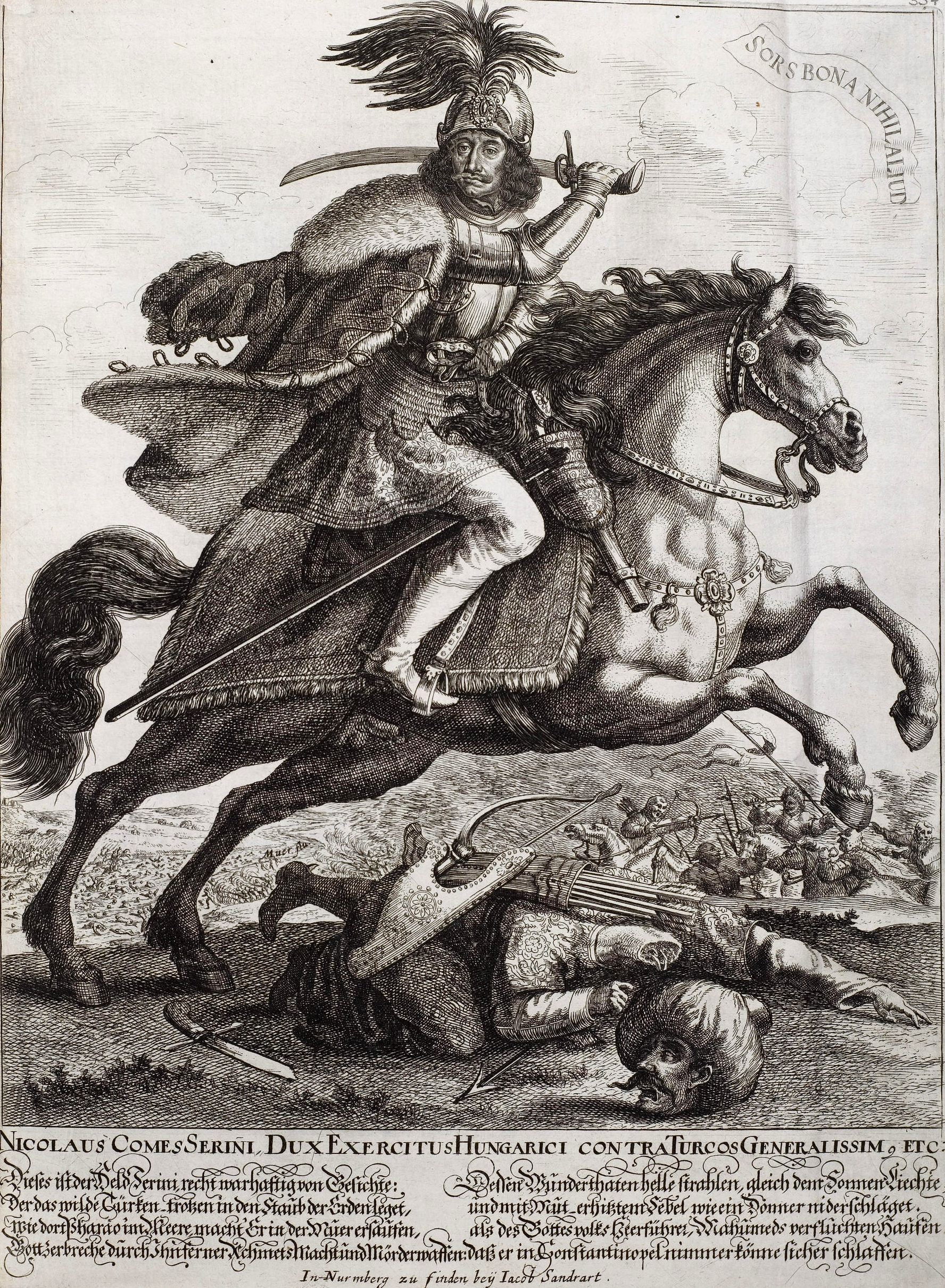
Zrínyi Miklós

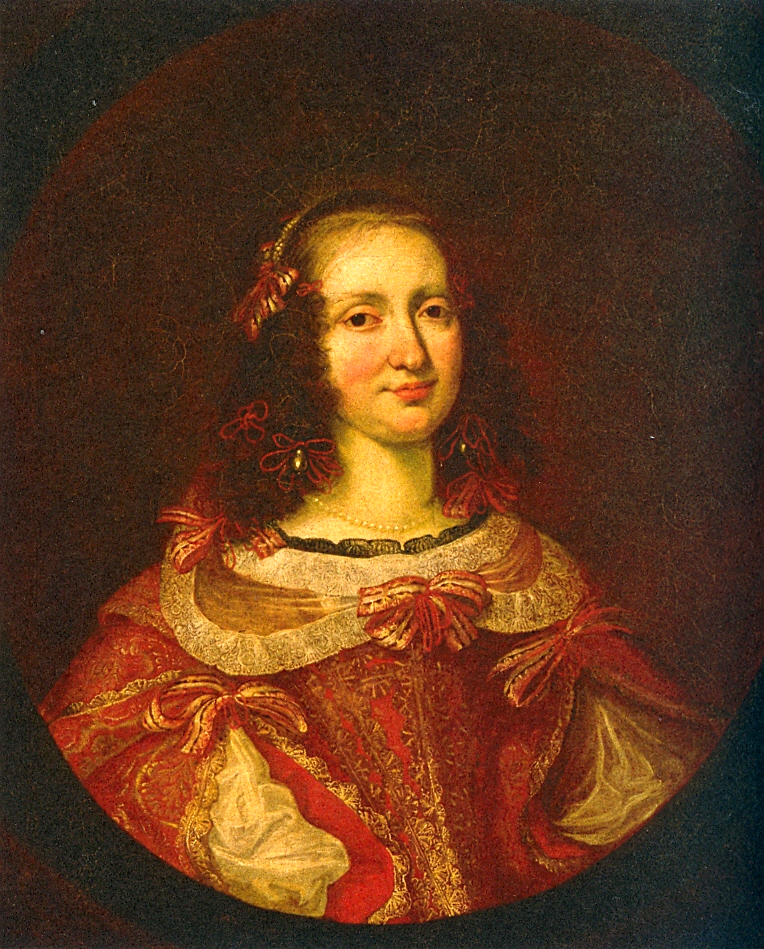
Löbl Mária Zsófia

Fő célja továbbra is a török kiűzése maradt, ezért 1661-ben a bécsi udvar tiltakozása ellenére a Muraköz védelmére – Mura és Dráva szigetén, Kanizsával átellenben – felépítette Új-Zrínyivárat (Új-Zerin). 1663-ban szövetséget kötött Wesselényi nádorral és Nádasdy Ferenc országbíróval. Ennek hatására, továbbá látva, hogy az akkor megindult háborúban a Montecuccoli vezetése alatt álló császári sereg képtelen feltartóztatni a Bécs felé irányuló török offenzívát, I. Lipót magyar főparancsnokká tette Zrínyit. Ő az 1663–64. évi háborúban látványos sikereket ért el. 1664. január–februárban téli hadjáratot vezetett: az akkori hadtudomány szerint lehetetlen vállalkozás során kihasználta, hogy a törökök nem szerettek télen mozogni. Húszezer fős seregével 240 km-re hatolt be az ellenséges területre, felégette a török utánpótlást szolgáló eszéki Dráva-hidat, előkészítve a tavaszi háborút. Sikerére Európa-szerte felfigyeltek, „Magyar Marsnak” nevezték; I. Lipót hercegi rangra akarta emelni, amit Zrínyi nem fogadott el; a VII. Sándor pápa hadvezéri kalappal és saját aranyból öntött arcképével, IV. Fülöp spanyol király az aranygyapjas renddel, a XIV. Lajos francia király a pairséggel (hűbérúri címmel) tüntette ki, a bajor és württembergi választófejedelmek atyjuknak, II. János György szász választófejedelem pedig testvérének nevezte; mindenki dicsőítette, mert a törökök felett csak a Zrínyiek tudtak győzedelmeskedni. Áprilisban Kanizsa ostromához kezdett, de a bécsi Haditanács a nagyvezír közeledtének hírére visszarendelte, sőt júniusban Montecuccoli hadserege a Mura mellett tétlenül nézte, amint a törökök elfoglalták és felrobbantották az általa Zrínyitől átvett Új-Zrínyivárt is. Augusztusban a szövetséges csapatok hatalmas diadalt arattak a szentgotthárdi csatában, de a vasvári béke inkább a törökök számra volt előnyös. Azt tartalmazta, hogy Lipót nem követelte vissza a törököktől az általuk elfoglalt területeket – a felek fenntartották az aktuális status quót. Ezt azért tette, mivel már a franciák elleni háborúra készült, és nem akart kétfrontos háborúban harcolni.

### Halála
Az elkeseredett Zrínyiben – akit a magyarországi főparancsnokságról is leváltottak, és az általa élesen bírált Montecuccolira bízták a fővezérséget – látták támaszukat a Habsburg uralommal elégedetlenek. Elképzeléseik megvalósítására azonban nem maradt idejük, mert Zrínyi egy vadászaton meghalt.
1664. november 18-án több magyar és horvát főúrral vadászni ment Csáktornya környéki kursaneczi erdőbe. A vadászat végeztével már indultak volna hazafelé, amikor pókafalvi Póka családból való Póka István fővadász horvát nyelven közölte Zrínyivel: „Én egy kant sebesítettem, mentem a vérén: ha utána mennénk, elveszejthetnők”. Zrínyi fogta a rövid puskáját, lóra kapott, és Pókával valamint egy Majláni (Maglani, Magliani) nevű savoyai fiatalemberrel a nyomában elnyargalt. Nem sokkal ezután Guzics kapitány öccse, Angelo nevű olasz inasa és a lovásza is követték őt. Közülük Guzics tért vissza a rémisztó hírrel, hogy Zrínyit baj érte. A vadkan a lábán és a fején három sebet is ejtett. Ezek közül a nyakon szerzett sebesülés volt a legsúlyosabb, ez ölte meg. Az állat agyara hátul jobb oldalon a nyakcsigolyánál hatolt be és elöl a toroknál jött ki, minden izmot, eret elszakítva. A vérzést megpróbálták elállítani, de nem sikerült.
A közvéleményt megrázta a halálhír. Jellemző, hogy sokan nem tudták elfogadni a baleset tényét: összeesküvésről, udvari merényletről beszéltek. A halálesetről a legrészletesebb beszámolót a vadászaton részt vevő Bethlen Miklós adta több levelében, majd az eseményeket önéletírásában is megörökítette. 
Egyszer csak hamar ihol nyargal Guzics, mondja a bátyjának: Hamar a hintót, oda az úr. Menénk amint a hintó nyargalhat és osztán gyalog a sűrűbe béfuték én, hát ott fekszik, még a balkezében, amint tetszett, a pulzus gyengén vert, de szeme sem volt nyitva, sem szólott, csak meghala. Majláni így beszélte: hogy amint Póka után bément a disznó vérén az erdőbe, amíg ők a lovakat kötözték, csak hallják a jaj-szót; Póka szava volt. Majláni legelébb érkezék, hát Póka egy horgas fán, az úr arccal a földön, s a kan a hátán; ő hozzálő; elfut a disznó, érkezik Guzics és Angelo. Az úr felkél s mondja: Rútul bánék vélem a disznó, de ihol egy fa (melyet csatákon is magával hordozott), sebtében állítsátok meg a sebnek vérét véle, az arra igen jó. Eléggé próbálták véle, de hijába, csak elfolyt a vére, először ülni, osztán hanyat fekünni, végre csak meg kelle halni, mert a fején három seb vala: egy balfelől, a fülén felül, a feje csontján ment csak el a kannak agyara, a homloka felé szakasztotta rútul a feje bőrit; más ugyan a bal fülén alól az orcáján, a szeme felé rút szakasztás; de e kettő semmi, hanem harmadik jobbfelől a fülén alól a nyaka csigájánál ment bé s elé a torka felé ment, és a nyakra járó minden inakat kettészakasztotta; az ölte meg, a vére elmenvén. Volt a kezén valami kis körmöcslés, de az semmi sem volt. Rettenetes sírás lőn az erdőben, a legalábbvaló, csak a gyermek is siratta. Azt akarják vala, hogy én vigyem a hírét a feleségének, de én, mint új, ismeretlen ember, elvetém magamról Zichy Pálra. Fogók a testet, és amely kétfelé eresztős hintóban kimentünk volt, abból az üléseket kihányván, abban nyújtóztatók, és én az ablakban ülék és hazáig fejét, mejjét tartottam. Otthon hosszú veres bársony dolmányba öltöztették és osztán eresztették a feleségét hozzája, aki eszén sem volt buvában. Igy lőn vége Zrínyi Miklósnak: csuda, olyan vitéz, sem lőtt, sem vágott a kanhoz, stuc, spádé lévén nála.

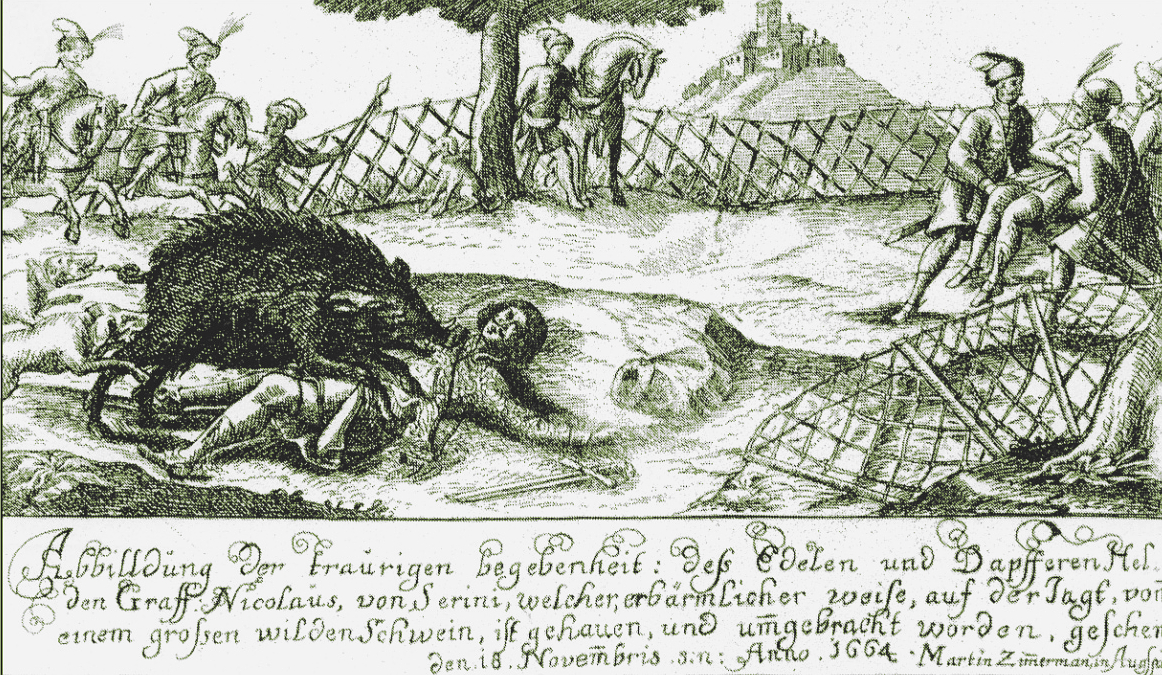
Zrínyi halálának korabeli ábrázolása. Zrínyi Miklós 1664. november 18-án Csáktornya mellett egy vadászaton vett részt. Egy megsebesített, felbőszült vadkan által a földön fekvő Zrínyit hét agyardöfés érte, ami után már képtelen volt beszélni és csak kézjelekkel kommunikált a segítségére sietőkkel.

A hazai történeti irodalomban elsőként Vasvári Pál vetette fel, hogy Zrínyi halálát merénylet, politikai gyilkosság okozta. Egyházasbükki Dervarics Kálmán Gróf Zrínyi Miklós a költő halála című művében állítólag „minden kételyt kizáró adatok” nyomán bizonyította, hogy Zrínyit este 5-6 óra közt a bécsi kormány által felfogadott Póka István vadász orozva lőtte agyon. Grandpierre K. Endre 1970-ben megjelent Fekete hóesés című könyvében pedig több mint 100 oldalon át – a 213. oldaltól a 320. oldalig – a korabeli dokumentumok alapján, azok ellentmondásait feltárva próbálta bizonyítani, hogy Zrínyi az említett vadász révén orvgyilkosság áldozata lett. Bárhogyan is történt, sokak szerint az udvar számára jól jöhetett az egyre kényelmetlenebbé vált főúr halála.
Egy puska is megmaradt az idők során, ami az állítólagos gyilkos fegyver, ám ez a XVIII. század végéről származik. Az van ráírva: „Ego sum illa flincta ex qua Comes Nicol: a Zrin in Sylva Ottók Insula Muraköz in Venatione ab apro Persccutus a Venatorum Supremo N. Stephano Poka Ao: 1664 die 18. 9 bris trajectus est a Nepotc Gabriele Póka P. ac G. D. Paulo Benyovszky Dominium idem conseribenti dono data Anno 1755-to in Perennem rci geste memóriám". Fordítása: „Én vagyok azon puska, amellyel gróf Zrínyi Miklóst a vadászaton vadkantól űzve az ottoki erdőben, Muraköz szigetén nemes Póka István fővadász 1664. november 18-án átlőtte. Örök emlékezetül adja ajándékba 1755-ben híres s nemes Benyovszky Pál úrnak Póka István unokája, Póka Gábor".
Zrínyi Miklóst 1664. december 21-én a pálosok szentilonai (horvátul Šenkovec, korábban Svetajelena) kolostorában temették el a családi sírboltba. A helyet, ahol meghalt, később Pignatelli Belliguardo Anna grófné emlékoszloppal jelölte meg. Az erdő kivágása után az oszlopot a csáktornyai várban berendezett múzeumban őrizték, majd azt Felsőzrínyifalva (Gornji Kuršanec) központjában állították fel, ahol ma is látható.

## Írói munkássága

### A költő és író
Zrínyi elsősorban politikusnak tartotta magát, és csak mellékesen költőnek. Ennek ellenére a 17. századi magyar barokk irodalom legkiemelkedőbb alakja: írói-költői munkássága a legnemesebb értelemben vett nemzetszolgálat.

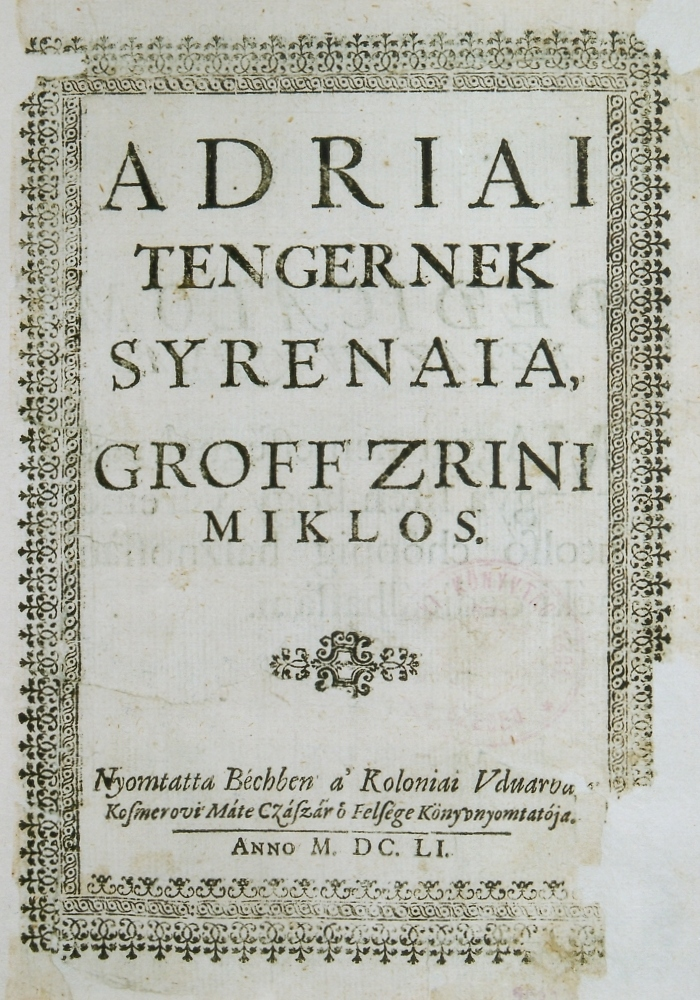
Adriai tengernek syrenaia

Kora ifjúkorától fogva írt verseket. Költeményei nagy részét 20-25 éves kora között vetette papírra, később lekötötte a politika és a hadvezetés. A katona és egyben költő Zrínyi ifjan őszinte lírai hangú szerelmes verseket írt a Violának nevezett Draskovich Euzébiához, későbbi hitveséhez. 1650-ben elhunyt felesége emlékét – idilljeivel és más rövidebb terjedelmű verseivel együtt – az Adriai tengernek Syrenája gróf Zrínyi Miklós című kötetében örökítette meg (1651). A cím nehezen értelmezhető. Egyes értelmezések szerint a Marinohoz visszavezethető címadás allegorikus: a barokk költészetben a szirén a költőt testesíti meg, az Adria pedig a Zrínyi család fennhatósága alatti tengermelléki területeket.
Fő művén, a 15 énekből álló Szigeti veszedelem (Obsidio Szigetianae) című hősi eposzon 1645-től dolgozott. Ebben dédapjának, Szigetvár vértanú védőjének állított emléket. A mű alapeszméje a következő: Isten a magyarokra bűneik miatti büntetésül küldi a törököt. Egy maroknyi tiszta erkölcsiségű várvédő azonban élete feláldozásával megváltja a közösséget a további szenvedésektől. Zrínyi és a szigeti hősök kiomló vére megtisztítja a bűnökbe merült nemzetet és utat mutat a felemelkedésre. Ősével éppen azt példázza, hogy aránylag csekély anyagi erőt is milyen naggyá emelhet a rendkívüli erkölcsi erő. A nemzeti célzat és a keresztényi felfogás egyesítésével a magyar nemzet történeti hivatását hirdeti. Amilyen nagyszerű az alapeszme, éppen olyan erős az eposz szerkezete, változatos és hű a jellemzés. Mintái főleg Vergilius, Tasso és Marino eposzai voltak, de a négyes rímelésű tizenkettes sorokat magyar históriás énekekből merítette. Művét mesteri szerkesztés, a barokk stílus elemei jellemzik, nyelve igen erőteljes, bár a sok egyedi szóalak, továbbá a tudatosan használt török, horvát és latin kifejezések már a maga korában is nehezen befogadhatóvá tették. A mű 1651-ben jelent meg Bécsben, a kötetben olasz jellegű szerelmi lírája és költői hitvallása (Peroratio) is helyet kapott. A Syrena-kötetet öccse dolgozta át horvát nyelvre. Adrianszkoga mora Syrena címmel 1660-ban jelent meg Velencében.

### A hadtudomány művelője
Prózai és hadtudományi munkáira főleg Pázmány Péter stílusa volt hatással. A Tábori kis tracta (1646-51) lényegében egy korabeli katonai szabályzat egyetlen elkészült fejezete, a Vitéz hadnagy (1650-53) ugyancsak nevelő célzatú mű, abban az ideális hadvezér alakját kívánta megrajzolni, és a hazai hadviselést korszerűbbé tenni. Más prózai munkáiban a múlt értékelésén túl a nemzeti királyság eszményét állította kortársai elé. E gondolatával foglalkozik elemző kritikai művében a Mátyás király életéről való elmélkedésekben (1656-57).
Legismertebb műve Az török áfium ellen való orvosság (1661), melyben Machiavelli hadi tanait nagy önállósággal alkalmazta a hazai viszonyokra. E művében is a legerősebb nemzeti lelkesedés lobogja körül az állandó magyar hadsereg felállításának, a haza felszabadításának és a régi magyar nagyság helyreállításának gondolatát. 
Ne bántsd a magyart! Szegény magyar nemzet, annyira jutott-e ügyed, hogy senki ne is kiáltson fel utolsó veszedelmeden? hogy senkinek ne keseredjék meg szíve romlásodon? hogy senki utolsó halállal való küzködéseden egy biztató szót ne mondjon? Egyedül legyek-e én őrállód, vigyázód, ki megjelentsem veszedelmedet? Nehéz ugyan ez a hivatal nékem, de ha az Isten az hazámhoz való szeretetet reám tette, imé kiáltok, imé üvöltök: hallj meg engem, élő magyar, ihon a veszedelem, ihon az emésztő tüz! Ime tudománt tészek* előtted, nagy Isten, mindent akit tudok kikiáltok, hogy éntülem elaluvásomért nemzetem vérét ne kérd elől, amint megfenyegettél az nagy Ezekhiel prophétával: Venientem gladium nisi annunciaverit speculator, animarum quae perierint sangvinem de manu ejus requiret Dominus
Hitte, hogy a magyarok képesek lennének magunk erejéből is elűzni a törököt, s így megerősödve megszabadulhatnának a Habsburg elnyomás alól is. Összefogásra és tettekre hívott fel: Volenti nihil difficile (Aki akar, annak semmi sem nehéz) zárta sorait. E műve csupán kéziratban maradt, és csak jóval később, a Rákóczi-szabadságharc idején, 1705-ben adták ki Bártfán. A többi prózai műve viszont még később, 1853-ban került kiadásra.
Zrínyi új politikai, hadtudományi, publicisztikai műfajokat honosított meg magyarul, kiterjedt levelezéséből diplomáciai és katonai tevékenysége is megismerhető. A maga korában alig olvasták, költészetét előbb Ráday Gedeon, majd a felvilágosodás idején Kazinczy Ferenc fedezte fel újra (ő adta a Zrínyiász nevet a Szigeti veszedelemnek), aki 1817-ben ki is adta az eposzt Költői munkák címmel. Zrínyi munkásságát Toldy Ferenc is méltatta a Magyar költészet történetében (1854) és Irodalomtörténetében, egyszersmind Kazinczy Gáborral együtt kiadta Zrínyi Összes munkáit (1853), mely egy év alatt kétszer is megjelent. Toldy ösztönzésére írta meg báró Jósika Miklós Zrínyi a költő című regényét 1843-ban. Arany János 1848-ban megkezdte a Zrinyiászt mai nyelvre áttenni, népiesen átdolgozni, verselését átsimítani; e munkája azonban félbemaradt. (Végül Vékony Antal fejezte be és adta ki Sziget ostroma címmel 1892-ben.) Arany 1858-ban nagyszabású tanulmányt kezdett írni Zrínyi és Tasso címmel, melyben kijelölte Zrínyi helyét a magyar irodalomban (sajnos ez is töredék maradt).

### Egy neki tulajdonított idézet
"Horvát vagyok, tehát magyar."  Számos helyen olvasható ez a kijelentés, de helytelenül idézik Zrínyi Miklóstól. Az igaz, hogy Zrínyi horvát származású volt, de magyar identitású, és magyarul írta legtöbb irodalmi művét. Ám voltak olyan ellenlábasai, akik "lehorvátozták", amivel kétségbe vonták a magyarság és ezzel a magyar királyság iránti elkötelezettségét. Erre írta egyik levelében büszkén a következő sorokat: "Énnekem magamról más a tudomásom; úgy tudom, hogy nem fajultam el horváttá, hanem bizony Zrinyi vagyok."  E mondat alatt pedig azt értette, hogy ő Zrínyi-sarj, vagyis a török elleni harc hősének dédunokája, olyan ember, aki mindig Magyarország függetlenségéért kíván élni és halni.

## Fontosabb művei
- Adriai tengernek Syrenaia groff Zrini Miklos (1651)
- Tábori kis tracta (1646-51)
- Vitéz hadnagy (1650-53)
- Mátyás király életéről való elmélkedések (1656-57)
- Ne bántsd a magyart – Az török áfium ellen való orvosság (1661)
- Az Udvari Haditanács elnökségének (Az Új-Zrínyi-vár építésének okairól – Légrád, 1661. július 5.)
- Emlékirat I. Lipót királyhoz (Bécs, 1664. július 17.)
- Gróf Zrínyi Miklós, a költő és hadvezér hadtudományi munkái, szerk. Rónai Horváth Jenő, Bp., 1891.
- Zrínyi Miklós prózai munkái, szerk. Markó Árpád, Bp., 1939.

## Emlékezete
- A tragikus vadászjelenetet Zrínyi a költő halála címmel örökítette meg Kelety Gusztáv festőművész.[23]
- Zrínyi utolsó hadtudományi munkájának jelmondattá vált mottóját (Ne bántsd a magyart!) az 1848–49-es forradalom és szabadságharc alatt a magyar kormány a honvédsereg ágyúira öntette.
- Honvédő hadvezéri tetteinek, valamint hadtudományi munkáinak elismeréseként viselte nevét 1898–1944 között a nagyhírű pécsi M. kir. honvéd gyalogsági hadapródiskola.
- Az ő nevét vette fel 1955. március 15-én a magyar felsőfokú tisztképzés intézménye, a Honvéd Akadémia, amelyet ettől fogva Zrínyi Miklós Katonai Akadémiának, majd 1996-tól 2012-ig Zrínyi Miklós Nemzetvédelmi Egyetemnek (ZMNE) neveztek.
- Nevét viseli a Zrínyi Miklós-díj, melyet a honvédelmi miniszter adományoz évente, a honvédség érdekében kifejtett kiemelkedő tudományos kutatói, tudományszervezői, műszaki fejlesztési tevékenység és a jelentős alkotói munka elismerésére.
- Ugyancsak az ő nevét viseli a katonai, hadtudományi munkák közlésére szakosodott Zrínyi Kiadó (HM Zrínyi Nonprofit Kft.).
- Emellett több általános és középiskola névadója.

### Főbb emlékművek

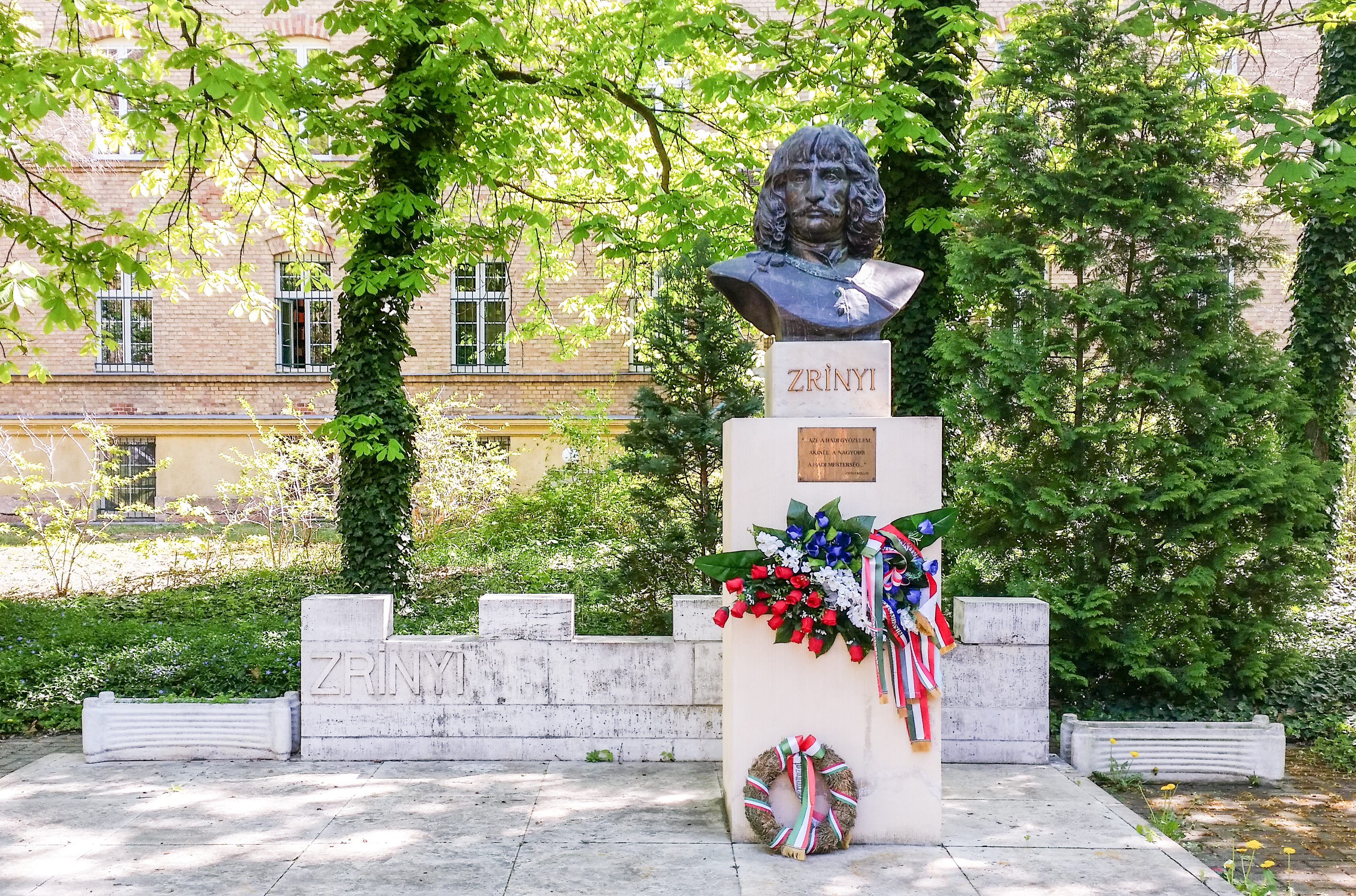
Emlékműve az egy időben róla elnevezett budapesti katonai akadémián

- Zrínyi Miklós lovas szobra – Zalaegerszeg, a Polgármesteri Hivatal épülete előtt; alkotója: Tóth Béla, anyaga: bronz, felállítva: 1989.
- Zrínyi Miklós mellszobra – Budapest, a Vígszínház (felállításakor: Magyar Néphadsereg Színháza) előtti díszkertben; alkotója: Tar István, anyaga: bronz, készült: 1952.
- Zrínyi Miklós mellszobra – Budapest, a Nemzeti Közszolgálati Egyetem Zrínyi Miklós Laktanya és Egyetemi Campus Zrínyi-parkjában; alkotója: Barba Péter, készült 1956 (2012), anyaga: kő (1956), bronz (2012).
- Zrínyi Miklós mellszobra – Zalaegerszeg, a Zrínyi Miklós Gimnázium előkertjében; alkotója: Szabolcs Péter, anyaga: vörös márvány, készült: 1972.
- Zrínyi-emlékmű – Csáktornya; alkotója: Turáni Kovács Imre, készült: 1939.
- Zrínyi-emlékoszlop – Zrínyifalva [halott link]
- Zrínyi Miklós-mellszobor – Pécs, majd Székesfehérvár,  1989-ben a róla elnevezett Középiskolai Honvéd Kollégiumban került felállításra (Pécs), majd 1998-ban áthelyezték a Magyar Honvédség Összhaderőnemi Parancsnokság épületébe (Székesfehérvár), alkotója: ifj. Szlávics László, anyaga: vörösréz lemez, készült: 1988.
- Zrínyi-emlékmű – Szigetvár, a kórház előtt; alkotója: Makrisz Agamemnon, anyaga vörösréz lemez, készült: 1988.
- Zrínyi Miklós mellszobra – Nagykanizsa, A Zrínyi Miklós iskola bejáratánál, anyaga:márvány, alkotó: Rétfalvi Sándor készült:1990

### Szépirodalom
- Jókai Mór: Erdély aranykora, regény
- Darvasi László: A könnymutatványosok legendája, regény

### Filmek
- Zrínyi (tévéfilm, 1973 – Zsurzs Éva)
- Mennyei seregek (1983 – Kardos Ferenc)
- Zrínyi Miklós és vadkanarcú felesége (Tömény történelem sorozat, paródia, 1. évad, 2016 – Járai Máté)
- Vadkanvadászat (tévéfilm, 2017 – Pajer Róbert)